# Hallraker: Live!
Hallraker: Live! is het tweede livealbum van de Amerikaanse punkband Descendents. Het album werd uitgegeven op 10 januari 1989 via het platenlabel SST Records en is gedeeltelijk opgenomen tijdens dezelfde tour waarin het eerste livealbum Liveage! is opgenomen. De twee albums bevatten echter verschillende nummers.

## Nummers
1. "Global Probing" - 1:20
2. "My World" - 3:36
3. "Hürtin' Crüe" - 2:31
4. "Hey Hey" - 1:39
5. "Kabuki Girl / All" - 1:07
6. "Pep Talk" - 3:01
7. "Jealous of the World" - 3:48
8. "Christmas Vacation" - 2:41
9. "I Like Food" - 0:15
10. "Iceman" - 3:14
11. "Good Good Things" - 2:03
12. "Cheer" - 2:53
13. "Rockstar" - 0:38
14. "No FB" - 0:34
15. "Cameage" - 2:56

## Band
- Karl Alvarez - basgitaar
- Milo Aukerman - zang
- Stephen Egerton - gitaar
- Bill Stevenson - drums